# Буйновичи
Буйновичи (бел. Буйнавічы) — агрогородок (с 2009 года), центр Буйновичского сельсовета Лельчицкого района Гомельской области Беларуси.

## География

### Расположение
На реке Балотница (правый приток Уборти) в 22 км на северо-восток от Лельчиц, 45 км от железнодорожной станции Ельск (на линии Калинковичи — Овруч), 198 км от Гомеля. Неподалёку расположено месторождение железняка.

## Транспортная сеть
На автодороге Лельчицы — Мозырь. Ранее через село проходил тракт из Мозыря в Пинск. Значительную часть планировки составляют кварталы, созданные двумя параллельными улицами, близкими к широтной ориентации, соединёнными переулком. К главным улицам присоединяются 2 короткие прямолинейные улицы с севера и одна с юга, а также улица с северо-запада. Застройка кирпичная, деревянная, усадебного типа.

## История
В XIX веке около деревни была большая группа курганов, которые свидетельствовали о заселении этих мест с давних времён. Согласно письменным источникам известна с XVI века. В акте размежевания Мозырского и Овручского поветов от 19 января 1622 года: межевая просека была проведена «от земель стодолицких и буйновских просто через болота… до речки Словечанки малой». Село Убортской волости, собственность католического костёла во владении виленского бискупакак селение в Мозырском повете Минского воеводства Великого княжества Литовского.
После 2-го раздела Речи Посполитой (1793 год) в составе Российской империи, центр волости и центр православного прихода Мозырского повета Минской губернии. В архиве церкви Рождества Пресвятой Богородицы хранились метрические книги с 1793 года. В 1863—1864 годах построено школьное здание и начало действовать народное училище. У церкви было 1755 прихожан, из которых только 3 % умело писать. Основные промыслы и ремёсла: ткачество, рыболовство, лесозаготовка, сплав леса и др. В 1874 году во владении титулярного советника Митрофана Болотова. Центр Буйновичской волости (до 17 июля 1924 года), в состав которой в 1885 году входили 11 селений с 299 дворами. В 1897 года в селе действовали церковь, волостное правление, народное училище, хлебозапасный магазин, питейный дом, 2 лавки. Ежегодный кирмаш (ярмарка) — 8 ноября в день Михайлы. В 1900 году кроме земледелия 12 жителей занимались гончарным промыслом, 5 — производством телег, 20 — изготовлением колёс, ободов, саней и бочек, 30 чел. — бондарным промыслом. Имелось почтовое отделение.
Во время советско-польской войны в 1920 году погибли 3 красноармейца (похоронены в центре деревни, в 1974 году на могиле поставлена стела). С 20 августа 1924 года центр Буйновичского сельсовета Лельчицкого, с 25 декабря 1962 года Мозырского, с 6 января 1965 года Лельчицкого районов Мозырского (до 26 июля 1930 года и с 21 июня 1935 года по 20 февраля 1938 года) округа, с 20 февраля 1938 года Полесской, с 8 января 1934 года Гомельской областей. В 1930 году организован колхоз «Ударник», работали ветряная мельница, кузница, портняжная и сапожная мастерские (с 1928 года).
Во время Великой Отечественной войны в ноябре 1942 года партизаны разгромили опорный пункт, организованный оккупантами в деревне. Летом 1943 года каратели сожгли 419 дворов и убили 58 жителей (по другим данным было убито 72 человека, в том числе 28 детей). Всего за время войны 79 жителей деревни были убиты и 388 угнаны на принудительные работы. В начале 1944 года за деревню велись тяжёлые бои и 23 января 1944 года она была освобождена. После войны отстроено 487 дворов, в деревне насчитывалось 1135 жителей. Обустроены два братских захоронения советских воинов, погибших при освобождении района в январе-феврале 1944 года: около школы-интерната похоронены 84 воина (в 1956 году поставлен обелиск), на кладбище похоронены 34 солдата (в 1963 году поставлен памятник).
Центр совхоза «Буйновичи». В состав Буйновичского сельсовета до 1993 года входили деревни Долговское и Лазнище (в настоящее время не существуют). Работают мастерские по ремонту сельскохозяйственной техники, лесничество, средняя школа, Дом культуры, комплексный приёмный пункт бытового обслуживания населения, библиотека, больница, детский сад, отделение связи, санаторная школа-общежитие, отделение ОАО «Беларусбанк», филиал Лельчицкой детской школы искусств, 3 магазина. Амбулатория с сестринским уходом на 15 мест, стадион, клуб на 200 мест.

### Хроника
- 1551: Первое упоминание села в составе Великого княжества Литовского (является казённой собственностью)[3].
- 1662: Убортский староста Стефан Войнилович даёт Буйновицкой церкви землю Дземушковщина.
- 1673: Виленский каноник ксёндз Рейнаст подтверждает подарок церкви этой земли.
- 1749: Введение в должность буйновицкого каплана и пароха ксендза Лукаша Мазаровского Евстратовича.
- 1763, января 3: «Buynowicze» («Buinowicze») — село столового имения Уборть Мозырского повета Виленского бискупства. 80 дымоў, именной список 250 крестьян муж. пола, у которых 176 волов и 19 коней. Дань с села составила 223 ведёрка мёда, 80 вязанок грибов, па 40 осьмин ржи, ячменя и гречки, по 40 ведёрок пшеницы и гороха, 80 осьмин овса, 160 кварт проса, по 80 кварт мака, конопли и рыбы, 80 возов сена, 150 возов дров, 693 лит. злотых чинша. Церковь. Корчма.
- 1774: Строительство за счёт и старанием буйновицкой громады новой церкви вместо сгоревшей.
- 1777, января 29: Униатская парафиальная церковь Рождества Девы Марии Убортского деканата Туровской диацезии под патронажем виленского бискупа Игнатия Масальского.
- 1793: Начало ведения в церкви метрических книг.
- 1795, февраля 16: Прописное село казённого имения Уборть Мозырского повета Минского наместничества Российской империи. Поташный завод. В июне к православию присоединена униатская церковь Рождества Богородицы (с двумя каплицами).
- 1800: Владелец граф Яков Сиверс. Мельница.
- 1803: Строительство на средства прихожан православной церкви Рождества Пресвятой Богородицы.
- 1808: Убортское имение делится на части, одну из которой — имение Буйновичи — покупает гвардии капитан надворный советник помещик Михаил Добринский, отец будущего Минского и Вятского губернатора Павла Михайловича Добринского.
- 1809: Согласно плану, в имении 50903 десятины земли.
- 1837, мая 21: Основание ежегодного трёхдневных торгов 8 сентября в День храмового праздника.
- 1838: Строительство новой приходской церкви на средства помещика Михаила Добрынского.
- 1843: 241 ревизская душа и около 30 тыс. десятин земли.
- 1848: Строительство военно-коммуникационной дороги от местечка Глуск Бобруйского уезда до деревни Свеснова, или Лученки, Волынской губернии.
- 1850: Центр одноимённого поместья.
- 1862, декабря 16: Буйновицкое сельское общество и имение помещика Павла Добрынского. Именной список 168 крестьянских и 6 дворовых ревизских душ муж. пола.
- 1863, ноября 16: Распоряжение Минской дирекции народных училищ об открытии в селе начального народного училища. Буйновицкий волостной старшина Я. Стукаров, сельский староста Михаил Чечко.
- 1873: За счёт прихожан отремонтирована церковь.
- 1874, мая 29: Имение Буйновичи с фольварками Стодоличи и Буйновицкая Буда по купчей приобретает титулярный советник Митрофан Болотов.
- 1886: В селе находилось волостное правление, православная церковь, магазин, конная почтовая станция, народное училище (20 учеников), поместье Болотова.
- 1897: Приходской церкви принадлежало около 40 десятин земли. Согласно Еврейской энциклопедии из 938 жителей 85 евреев.
- 1898: Водяная мельница Адама Лопушинского, ветряная мельница Тимофея Сукача.
- 1907: Одноклассное народное училище. Учитель Иван Журавский. Находка монетного клада, спрятанного в 1607 г.
- 1911: Имение помещицы Изабеллы Маркварт.
- 1914, июля 22: Солдаты запасной части разгромили деревенский винный магазин — при проведении мобилизации «потребовали открытия казённых винных крамок, а когда им в этом было отказано, они разломали двери и набрали вина, не оплативши его цены…»
- 1916, июня 17: Имение великого князя Андрея Владимировича Романова. Минское губернское правление разрешает установить телефонные отношения между Буда-Софиевкой и Буйновичами.
- 1916: В имении лесопильный завод, плодовый сад (3 десятины), 23 головы домашних животных. Хозяйство отсутствует, вся земля захвачена крестьянами.
- 1918: Создание сельсовета, первый председатель Иван Титович Безденко.
- 1919: Польская оккупация.
- 1920: Размещение в селе Буйновичского гарнизона. Настоятелем местной церкви стал Былинский Арсений Петрович, протоиерей (18??-1931).
- 1924, июля 17: Центр сельсовета Лельчицкого района Мозырского округа. Врачебный пункт (1 врач, 1 фельдшер).
- 1925: Школа на белорусском языке: 116 учеников (79 мальчиков и 37 девочек): 90 белорусов, 26 евреев.
- 1926: Деятельность избы-читальни.
- 1929: Организация колхоза.
- 1930: Арестован настоятель местной церкви Былинский Арсений Петрович (18??-1931).
- 1931: Организация колхоза «Ударнік другой бальшавіцкай вясны».
- 1938: Создание машинно-тракторной станции (МТС).
- 1939: Электростанция, 2 коровника, 2 гумна, стайня, свинарник, гараж, родильный дом, ясли, канцелярия, 18 домов для семей красноармейцев, баня, столярная мастерская, ободня, кирпичный завод. Средняя школа, медпункт, магазины сельпо, Дом соцкультуры, аптека, почта, ветбольница, машинно-тракторная мастерская.
- 1942: Партизаны Лельчицкой бригады Полесской области и украинского соединения Сидора Ковпака разгромили немецкий гарнизон в Буйновичах.
- 1943, июль-август: Каратели (по данным советской стороны — Армейская группа Кемпфа/ 8-я армия Вермахта) сжигают деревню (419 дворов).
- 1944: Железнодорожная станция «Красный Партизан».
- 1965, мая 4: В результате пожара сгорает церковь со всем имуществом.
- 1970: В результате пожара сгорает православный молитвенный дом и местное религиозное общество прекращает свою деятельность.
- 1986, декабря 5: Центр совхоза «Буйновичи».
- 1996: Построена новая кирпичная православная церковь.
- 2009: Деревня получила статус агрогородка[4].

## Название
Происхождение ойконима Буйновичи связано, вероятно, с тем, что в стародавние времена это поселение выделялось среди окружающих своими размерами. Так, согласно инвентарю 1763 года, в селе Буйновичи насчитывалось 80 дымов, или 20 % от всего количества дымов в 10 сёлах Убортской волости.
По другой версии название поселения может быть связано с князем по фамилии Буйнович, который проживал в деревне.

## Население

### Динамика
- 1775 год — 65 дворов.
- 1777 год — 67 дворов.
- 1789 год — 76 дворов, 566 человек (от 1 до 16 лет — 139 муж. и 113 жен., от 16 до 30 — 34 муж. и 18 жен., от 30 до 45 — 48 муж. и 48 жен., от 45 до 60 — 51 муж. и 51 жен., старше 60 лет — 33 муж. и 31 жен.).
- 1795 год — 70 дворов, 606 человек (325 муж. и 281 жен.).
- 1800 год — 69 дворов, 519 человек (278 муж. и 241 жен.).
- 1818 год — 335 человек.
- 1849 год — 60 дворов.
- 1850 год — 76 дворов.
- 1862 год — 55 дворов.
- 1866 год — 77 дворов, 519 жителей (269 муж. и 247 жен.).
- 1886 год — 56 дворов, 560 человек.
- 1897 год — 102 двора, 825 жителей (427 муж. и 398 жен.)(согласно переписи).
- 1908 год — 147 дворов, 981 житель.
- 1913 год — 205 дворов, 1069 человек.
- 1915 год — 70 дворов.
- 1917 год — 214 дворов, 1188 жителей (622 муж. и 566 жен.): 1065 белорусов, 123 еврея.
- 1921 год — 268 дворов, 1477 жителей, в поместье 12 дворов, 43 жителя.
- 1924 год — 213 дворов, 1137 человек.
- 1940 год — 420 дворов, 1357 человек.
- 1959 год — 1525 жителей (согласно переписи).
- 1986 год — 1600 человек.
- 1995 год — 498 дворов, 1250 человек.
- 1999 год — 1028 человек (448 муж. и 580 жен.) (согласно переписи); 487 хозяйств, 1087 чел., из них 408 трудятся, 215 детей до 15 лет, 402 пенсионера.
- 2001 год — 460 дворов, 1079 человек.
- 2004 год — 458 хозяйств, 1039 жителей.

## Достопримечательность
- Братские могилы советских воинов
- Храм в честь Рождества Пресвятой Богородицы